# アザンクール
アザンクール （Azincourt）は、フランス、オー＝ド＝フランス地域圏、パ＝ド＝カレー県のコミューン。

## 概要
百年戦争中の1415年10月25日、イングランド軍によってフランス軍が大敗を喫したアジャンクールの戦いの戦場となった。
英語では「エジンコート」と発音し、イギリスがこの名を冠した戦艦と駆逐艦を建造している。

## 人口統計
| 1962年 | 1968年 | 1975年 | 1982年 | 1990年 | 1999年 | 2006年 |
| ------ | ------ | ------ | ------ | ------ | ------ | ------ |
| 227    | 220    | 210    | 228    | 250    | 276    | 290    |